# Edward Young Clarke
Edward Young Clarke est un homme d'affaires américain et le grand sorcier impérial pro tempore du Ku Klux Klan de 1915 à 1922. Avant ses activités dans le Klan, Clarke dirigeait la Southern Publicity Association, basée à Atlanta. Il a ensuite été président de Monarch Publishing, une société d'édition de livres.

## Biographie
Au début du XXe siècle, Clarke rejoint le Ku Klux Klan, qui est vient de renaître à Atlanta. Il occupe ensuite le poste de grand sorcier impérial pro tempore du Ku Klux Klan de 1915 à 1922. Il conçoit le système de paiements « kluxing » à la hiérarchie au sein du Klan. Avec Elizabeth Tyler, il aide à transformer le deuxième Ku Klux Klan, initialement anémique, en une organisation à adhésion de masse avec un programme social plus large. 
En mars 1924, il plaide coupable d'avoir violé la loi de Mann, après avoir été arrêté pour une violente attaque contre une jeune femme qui travaillait pour lui. En 1940, il est arrêté à Chicago pour avoir omis de payer une facture d'hôtel de 600 $, encaissé un chèque sans valeur de 76 $ et pour avoir omis de rembourser 600 $ qu'il avait emprunté à une femme de Chicago.